# Schloss Windenau
Dvorec Betnava (deutsch, historisch: Schloss Windenau) ist der Name eines im 18. Jahrhundert erbauten Schlosses im Bezirk Razvanje der Stadtgemeinde Maribor  von Maribor (Slowenien). Das barocke Herrenhaus, das dem gleichnamigen Stadtgebiet seinen Namen gab, wurde zum Kulturdenkmal von nationaler Bedeutung erklärt.

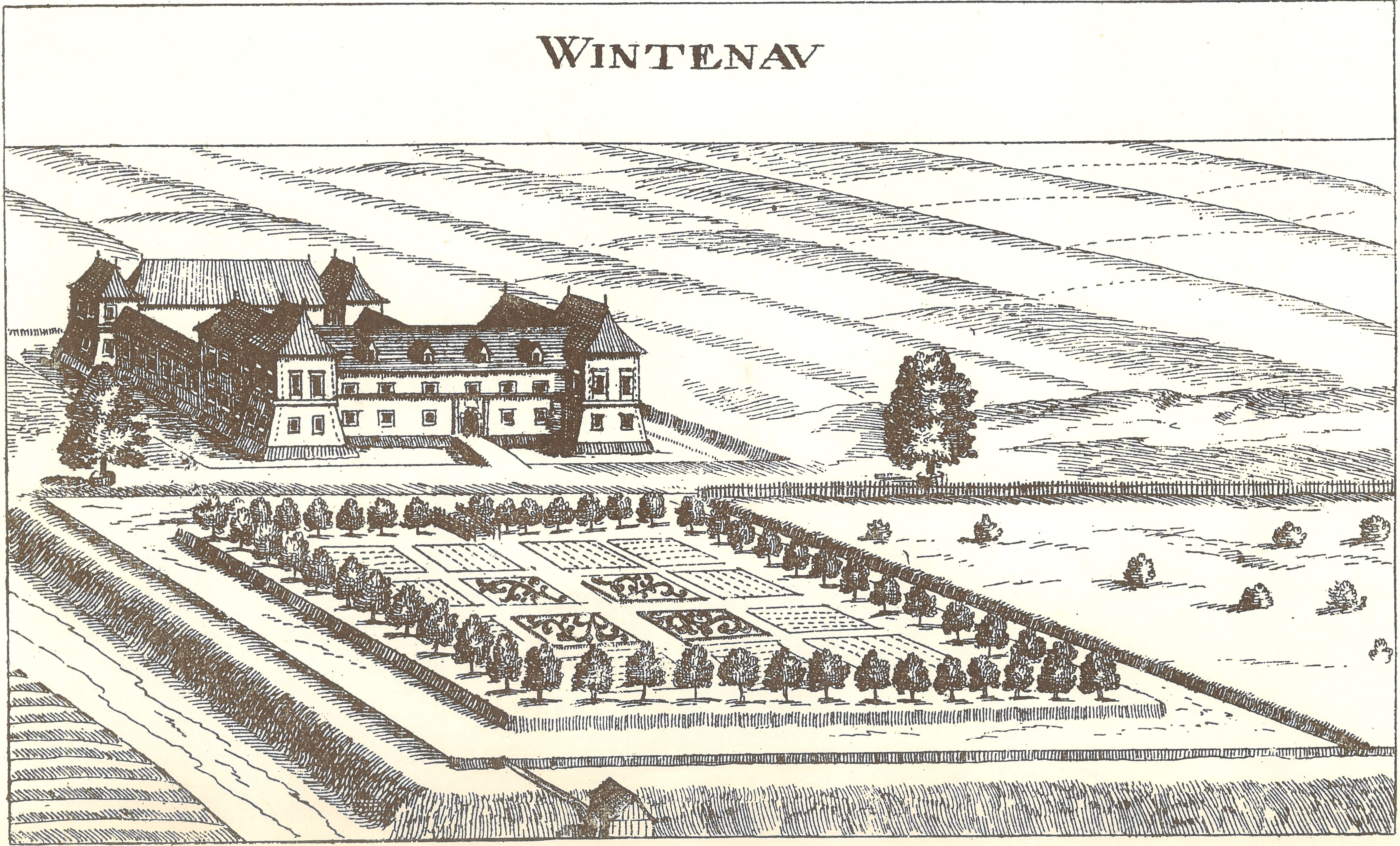
Schloss Windenau um 1681 nach Georg Matthäus Vischer

## Geschichte
Erste Erwähnung eines befestigten, als Wintenaw bezeichneten Gebäudes an dieser Stelle stammen aus dem Anfang des 14. Jahrhunderts. Im 16. Jahrhundert wurde das Anwesen zu einer Wasserburg im Renaissance-Stil ausgebaut. Im 18. Jahrhundert wurde das 1685 abgebrannte Herrenhaus im Barockstil umgestaltet.
Das Anwesen hatte zahlreiche Besitzer, darunter die Adelsfamilien Herberstein, Khiessl, Auersperg, Orsini-Rosenberg, Zekel und Brandis. Im Jahr 1863 wurde Betnava zur Sommerresidenz der Bischöfe von Lavant. 1941 beschlagnahmten die deutschen Besatzer das Herrenhaus der Diözese. Nach dem Krieg war es bis 1999 Staatseigentum. Im Jahr 2000 erhielt die Diözese Maribor das Herrenhaus als Eigentum zurück.